# سده ۹ (پیش از میلاد)

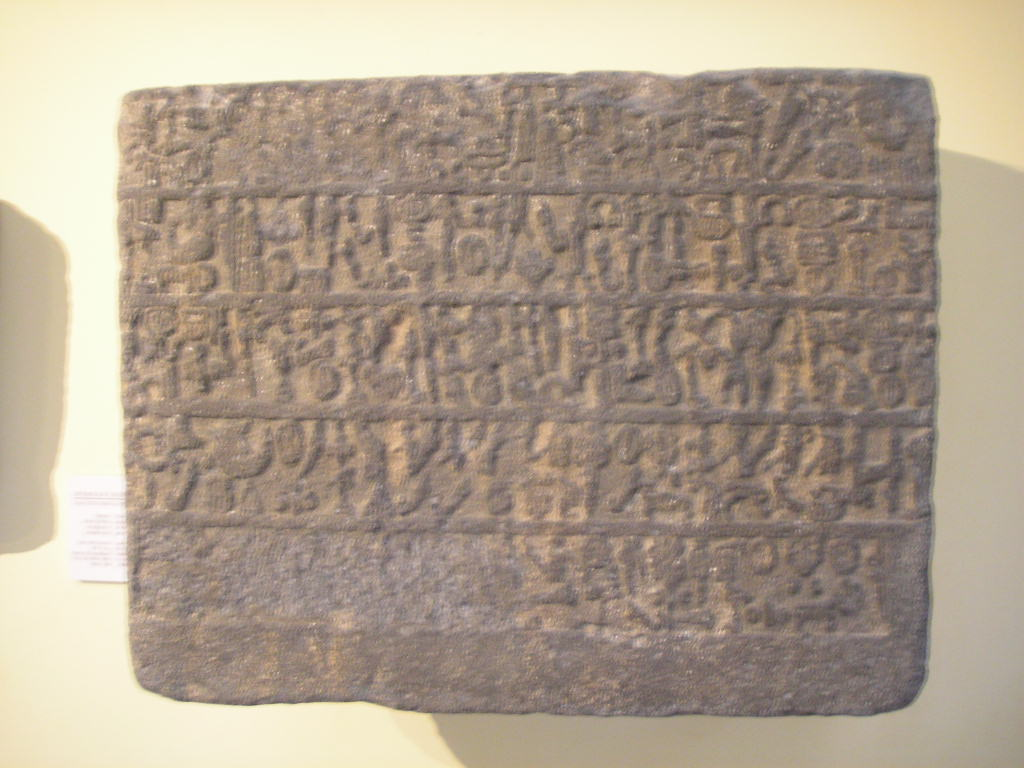
کتیبه سده نه پیش از میلاد کشف شده در حماه سوریه. نگه داری شده در استانبول

(سده دهم پ.م. - سده نهم پیش از میلاد مسیح - سده هشتم پ.م. - سده‌های دیگر)
سده نهم پیش از میلاد دوره دگرش‌های بزرگی در تمدن انسان بود. در این سده فنیقی‌ها در آفریقا کارتاژ را پدیداوردند. در مصر باستان سیلی هولناک کف نیایشگاه لوکسور را دربرگرفت و در سال پس از آن نیز مصر بیننده جنگ درونی بود. همچنین در این سده در مرکز اروپا عصر آهن رخ داد و فرهنگ هالشتات نیاسلتی و زبان نیاسلتی گسترش یافت.

## رویدادها
- ۸۹۵ (پیش از میلاد)؛ مرگ ژیائو پادشاه چین از دودمان ژو
- ۸۹۴ (پیش از میلاد)؛ یی از دودمان ژو پادشاه چین گشت.
- ۸۹۲ (پیش از میلاد)؛ مرگ مگاکلس پادشاه آتن
- ۸۹۲ (پیش از میلاد)؛ شیائو، پادشاه ژو، یی، پادشاه ژو را سرنگون کرد و خود بر تخت سلطنت نشست.
- ۸۹۱ (پیش از میلاد)؛ توکولتی‌نینورتای دوم پادشاه آشور شد.
- ۸۹۰ پیش از میلاد: ناپولی: برخی گزارش‌ها و کاوش‌ها دربارهٔ بنیان شهر
- ۸۸۹ (پیش از میلاد)؛ تاکه‌لوت یکم فرعون مصر شد.
- ۸۸۷ (پیش از میلاد)؛ سوشنک دوم جانشین اوسورکون اول به عنوان پادشاه مصر شد.[۱]
- ۸۸۵ (پیش از میلاد)؛ تاکلوت یکم جانشین سوشنق دوم به عنوان پادشاه مصر شد.[۲]
- ۸۸۴ (پیش از میلاد)؛ آشورنصیرپال دوم پادشاه آشور شد.
- ۸۷۹ (پیش از میلاد)؛ مرگ یی پادشاه چین.
- ۸۷۸ (پیش از میلاد)؛ لی از دودمان ژو پادشاه چین شد.
- ۸۷۴ (پیش از میلاد)؛ اوروکون دوم فرعون مصر شد.
- ۸۷۴؛ اخاو پادشاه اسرائیل شد. (تاریخ تقریبی)
- ۸۷۲ (پیش از میلاد)؛ سیلاب شگفت نیل.
- ۸۶۴ (پیش از میلاد)؛ کارکلمانصر به دست شلمانصر سوم پادشاه آشوری افتاد.
- ۸۶۴ (پیش از میلاد)؛ دیوگنتوس، آرخون آتن، پس از ۲۸ سال سلطنت درگذشت و پسرش فرکلس جانشین او شد.
- ۸۶۳ (پیش از میلاد)؛ پیدایش شهر باث.
- ۸۶۰ (پیش از میلاد)؛ اتحاد اورارتو
- ۸۵۸ (پیش از میلاد)؛ آرامو پادشاه اورارتو شد.
- ۸۵۸؛ شلمانصر سوم پادشاه آشور شد.
- ۸۵۴ (پیش از میلاد)؛ جنگ کرکار میان آشور و پادشاه دمشق
- ۸۵۳ (پیش از میلاد)؛ جنگ کرکار
- ۸۵۰ (پیش از میلاد)؛ فرمانروایی تاکه‌لوت دوم بر مصر.
- ۸۵۰ پیش از میلاد: دوره سفالی میومان میانه در شبه جزیره کره آغاز می‌شود.[۳]
- ۸۴۵ (پیش از میلاد)؛ مرگ فرکلس شاه آتن
- ۸۴۲ (پیش از میلاد)؛ آشور دمشق را ویران نمود و از اسرائیل و فنیقیه باج‌ستاند.
- ۸۴۱ (پیش از میلاد)؛ مرگی لی شاه چین.
- ۸۴۱ پیش از میلاد: گزارش‌های مورخ بزرگ، این سال را به عنوان اولین سال تاریخ‌گذاری متوالی سالانه تاریخ چین در نظر می‌گیرد.
- ۸۴۰ پیش از میلاد: سلسله گوپالا در نپال آغاز به کار کرد، اولین سلسله‌ای که با وجود مرزهای جغرافیایی کنونی، در کشوری به نام نپال حکومت کرد.[۴]
- ۸۳۶ (پیش از میلاد)؛ لشکرکشی سلمانصر سوم به تابرانی
- ۸۳۶؛ پایان جنگ درونی مصر.
- ۸۲۷ (پیش از میلاد)؛ ژوآن از دودمان ژو پادشاه چین شد.
- ۸۲۵ (پیش از میلاد)؛ مرگ تاکه‌لوت دوم.
- ۸۲۵-۸۲۴ (پیش از میلاد)؛ مرگ آریفرون شاه آتن.
- ۸۲۳ (پیش از میلاد)؛ مرگ شلمانصر سوم.
- ۸۲۰ (پیش از میلاد)؛ پوگمالیون فرمانروای انطاکیه شد.
- ۸۱۷ (پیش از میلاد)؛ په‌دوباستیس یکم خود را فرمانروای مصر خواند.
- ۸۱۴-۸۱۳ (پیش از میلاد)؛ پیدایش کارتاژ
- ۸۱۱ (پیش از میلاد)؛ اددنیراری سوم فرمانروای آشور گشت.
- ۸۰۴ (پیش از میلاد)؛ اددنیراری سوم بر دمشق چیره‌گشت.
- ۸۰۴؛ په‌دوباستیس یکم درگذشت.
- دهه ۸۰۰ (پیش از میلاد)؛ تمدن اتروسکن
- آغاز عصر آهن در اروپا

## چهره‌های برجسته
- شلمانصر سوم پادشاه آشور

## یافته‌ها و نوآوری‌ها
- نخستین نوسته‌ها به الفبای عربی جنوبی در اکله گزی پدیدآمد.
- دهه ۸۰۰ (پیش از میلاد)؛ ساخت هرم به دست اولمک
- برآمدن دوره برهمنی در هندوستان.
- کانالی برای حمل و نقل که در چین باستان ساخته شده است.

## تصویر سازی مدرن
- در فیلم «کوه‌نشین»، شخصیت جاودانه‌ی خوان سانچز ویلا-لوبوس رامیرز (شان کانری) در سال ۸۹۶ پیش از میلاد در مصر متولد شد.

- در سریال «خون حقیقی»، خون‌آشامی که با نام راسل اجینگتون شناخته می‌شود، حدود ۸۵۰ سال قبل از میلاد مسیح به دنیا آمد و حدود ۸۰۰ سال قبل از میلاد مسیح به دوران پیری رسید.

## منبع
- نویسندگان ویکی‌پدیای انگلیسی، ۹th century BC. (نسخه ۱ مه ۲۰۰۷)

| هزاره | سده   | سده   | سده   | سده   | سده   | سده   | سده   | سده   | سده   | سده   |
| ----- | ----- | ----- | ----- | ----- | ----- | ----- | ----- | ----- | ----- | ----- |
| ۹ پ‌م: | ۹۰ پ‌م | ۸۹ پ‌م | ۸۸ پ‌م | ۸۷ پ‌م | ۸۶ پ‌م | ۸۵ پ‌م | ۸۴ پ‌م | ۸۳ پ‌م | ۸۲ پ‌م | ۸۱ پ‌م |
| ۸ پ‌م: | ۸۰ پ‌م | ۷۹ پ‌م | ۷۸ پ‌م | ۷۷ پ‌م | ۷۶ پ‌م | ۷۵ پ‌م | ۷۴ پ‌م | ۷۳ پ‌م | ۷۲ پ‌م | ۷۱ پ‌م |
| ۷ پ‌م: | ۷۰ پ‌م | ۶۹ پ‌م | ۶۸ پ‌م | ۶۷ پ‌م | ۶۶ پ‌م | ۶۵ پ‌م | ۶۴ پ‌م | ۶۳ پ‌م | ۶۲ پ‌م | ۶۱ پ‌م |
| ۶ پ‌م: | ۶۰ پ‌م | ۵۹ پ‌م | ۵۸ پ‌م | ۵۷ پ‌م | ۵۶ پ‌م | ۵۵ پ‌م | ۵۴ پ‌م | ۵۳ پ‌م | ۵۲ پ‌م | ۵۱ پ‌م |
| ۵ پ‌م: | ۵۰ پ‌م | ۴۹ پ‌م | ۴۸ پ‌م | ۴۷ پ‌م | ۴۶ پ‌م | ۴۵ پ‌م | ۴۴ پ‌م | ۴۳ پ‌م | ۴۲ پ‌م | ۴۱ پ‌م |
| ۴ پ‌م: | ۴۰ پ‌م | ۳۹ پ‌م | ۳۸ پ‌م | ۳۷ پ‌م | ۳۶ پ‌م | ۳۵ پ‌م | ۳۴ پ‌م | ۳۳ پ‌م | ۳۲ پ‌م | ۳۱ پ‌م |
| ۳ پ‌م: | ۳۰ پ‌م | ۲۹ پ‌م | ۲۸ پ‌م | ۲۷ پ‌م | ۲۶ پ‌م | ۲۵ پ‌م | ۲۴ پ‌م | ۲۳ پ‌م | ۲۲ پ‌م | ۲۱ پ‌م |
| ۲ پ‌م: | ۲۰ پ‌م | ۱۹ پ‌م | ۱۸ پ‌م | ۱۷ پ‌م | ۱۶ پ‌م | ۱۵ پ‌م | ۱۴ پ‌م | ۱۳ پ‌م | ۱۲ پ‌م | ۱۱ پ‌م |
| ۱ پ‌م: | ۱۰ پ‌م | ۹ پ‌م  | ۸ پ‌م  | ۷ پ‌م  | ۶ پ‌م  | ۵ پ‌م  | ۴ پ‌م  | ۳ پ‌م  | ۲ پ‌م  | ۱ پ‌م  |
| ۱:    | ۱     | ۲     | ۳     | ۴     | ۵     | ۶     | ۷     | ۸     | ۹     | ۱۰    |
| ۲:    | ۱۱    | ۱۲    | ۱۳    | ۱۴    | ۱۵    | ۱۶    | ۱۷    | ۱۸    | ۱۹    | ۲۰    |
| ۳:    | ۲۱    | ۲۲    | ۲۳    | ۲۴    | ۲۵    | ۲۶    | ۲۷    | ۲۸    | ۲۹    | ۳۰    |
| ۴:    | ۳۱    | ۳۲    | ۳۳    | ۳۴    | ۳۵    | ۳۶    | ۳۷    | ۳۸    | ۳۹    | ۴۰    |

1. ↑  «=title1 l»: صفحات ۳۳۶ تا ۳۴۵.
2. ↑  «=title2 l».
3. ↑  «=title3 l».
4. ↑  «=title4 l»: صفحات ۸۴ تا ۸۶.